# Ann Meyers
Pour les articles homonymes, voir Meyers.
Ann Meyers, devenue Ann Meyers Drysdale, née le 26 mars 1955 à San Diego en Californie, est une joueuse américaine de basket-ball féminin, reconvertie en commentatrice sportive. Elle est l'une des figures marquantes du basket-ball et du journalisme sportif américains.

## Biographie
Ann Meyers est la fille de Bob et Patricia Meyers. Son père jouait au basket-ball à l'Université Marquette, puis en tant que professionnel à Milwaukee. Meyers est la sixième parmi onze enfants dont beaucoup sont des sportifs. L'un de ses frères, David Meyers a joué en NBA pour les Bucks de Milwaukee.

### Carrière universitaire
Elle est lycéenne à Sonora High School à La Habra en Californie. Athlète complète, elle évolue dans les équipes de softball, de badminton, de hockey sur gazon, de tennis et de basket-ball. Elle remporte de nombreux titres et mène son équipe à un bilan de 80 victoires pour 5 défaites. En 1974, elle devient la première lycéenne à jouer pour l'équipe des États-Unis. Elle rejoint UCLA et l'équipe des Bruins, où elle restera de 1976 à 1979. Meyers réalise le premier quadruple-double de l'histoire de la NCAA, avec 20 points, 14 rebonds, 10 passes décisives et 10 interceptions le 18 février 1978 contre l'université Stephen F. Austin. Seul Lester Hudson de l'université du Tennessee a réussi cet exploit depuis, que ce soit chez les hommes et chez les femmes.
Elle est membre de la sélection américaine qui dispute les Jeux panaméricains de 1975 et gagne la médaille d'or. Elle participe ensuite aux Jeux olympiques de 1976, avec qui elle remporte la médaille d'argent. Elle remporte ensuite le championnat du monde 1979.

### Carrière professionnelle
En 1980, Ann Meyers devient la première femme à signer un contrat avec une équipe de la National Basketball Association. Elle conclut un accord pour 50 000 dollars avec les Pacers de l'Indiana et participe à des tests, mais elle ne sera finalement pas retenue dans l'effectif des Pacers. Elle devient la première joueuse à être draftée par une équipe de Women's Professional Basketball League en 1978, par les Gems du New Jersey. Elle est nommée co-MVP lors de la saison 1979-1980. En parallèle, elle devient commentatrice des matchs NBA, à une époque où peu de femmes faisaient partie des rédactions sportives. Depuis, elle a couvert de nombreux événements sportifs sur ESPN, ABC et NBC notamment. Elle a commenté les Jeux olympiques, des matchs NBA, WNBA et NCAA.
Elle est aujourd'hui manager général de l'équipe WNBA des Mercury de Phoenix et vice-présidente de l'équipe NBA des Suns de Phoenix.

### Vie privée
Le 1er novembre 1986, elle épouse l'ancien pitcher des Dodgers de Los Angeles et membre du Temple de la renommée du baseball Don Drysdale et prend le nom de Ann Meyers Drysdale. C'est la première fois qu'une couple fait partie du Hall of Fame de leurs sports respectifs. Meyers et Drysdale ont trois enfants. Don Drysdale meurt le 3 juillet 1993 d'une crise cardiaque à Montréal. 

## Distinctions
- Membre du International Women's Sports Hall of Fame en 1985.
- Première femme intronisée au UCLA Athletics Hall of Fame en 1988.
- Son maillot numéro 15 est l'un des quatre premiers retirés par UCLA. La cérémonie a lieu le 3 février 1990 aux côtés de Denise Curry (#12), Kareem Abdul-Jabbar (#33) et Bill Walton (#32).
- Le 10 mai 1993, elle est la première femme intronisée au Basketball Hall of Fame[3]
- Membre du National High School Hall of Fame en 1995.
- Le 5 juin 1999, elle est intronisée au Women's Basketball Hall of Fame[4].
- En 2007, elle est intronisée au FIBA Hall of Fame au sein de la première promotion.

## Note
- (en) Cet article est partiellement ou en totalité issu de l’article de Wikipédia en anglais intitulé « Ann Meyers » (voir la liste des auteurs).